# Flossenbürg
|  | Aquest article tracta sobre el municipi de Baviera. Si cerqueu el camp de concentració, vegeu «camp de concentració de Flossenbürg». |

Flossenbürg és un municipi al districte de Neustadt an der Waldnaab a Baviera a Alemanya. L'aprovat d'estat àrea de lleure és localitzat al Bosc Bavarès i fronterer amb la República Txeca a l'est. Durant la Segona Guerra Mundial, el Camp de concentració de Flossenbürg estava situat allí.
La primera referència de l'existència de Flossenbürg fou el 948. El seu castell era el baluard dels Hohenstaufen. Més tard, Flossenbürg pertanyé al Ducat de Neuburg-Sulzbach i venia al jutjat de país de Floß en l'Electorat de Baviera el 1777. Avui, és a la regió administrativa d'Alt Palatinat.
Flossenbürg és l'estació terminal de la línia de ferrocarril de Floß-Flossenbürg que es desviava a Floß des del ferrocarril de Neustadt an der Waldnaab i és servit avui per una ruta d'autobusos des de Weiden in der Oberpfalz via Neustadt an der Waldnaab fins al centre d'esquí de fons de Silberhütte.